# LGBT práva v Nikaragui

Duhová mapa Nikaragui

Lesby, gayové, bisexuálové a transsexuálové (LGBT) se v Nikaragui mohou setkávat s právnimi obtížemi neznámými pro heterosexuální spoluobčany. Mužská i ženská stejnopohlavní sexuální aktivita je legální.

## LGBT problematika v zemi

### Trestnost homosexuálních styků
Mužský i ženský stejnopohlavní sexuální styk je v Nikaragui legální od března 2008 se sjednoceným legálním věkem způsobilosti k pohlavnímu styku na 18 let bez ohledu na sexuální orientaci nebo pohlaví. Veškerá ustanovení o trestných činech v sexuální oblasti jsou genderově-neutrální.

### Stejnopohlavní soužití
Stejnopohlavní páry a domácnosti jimi tvořené nemají rovný přístup ke stejným benefitům a právní ochraně jakých se dostává heterosexuálním manželským dvojicím.
V červnu 2014 přijal nikaragujský kongres nový Zákon o rodině, který limitoval manželství, nesezdané soužití a osvojení pouze pro heterosexuální páry. 8. dubna 2015 vstoupil nový Zákoník o rodině v účinnost. LGBT Nikaragujci na to zareagovali žalobou u Nejvyššího soudu.

### Právní ochrana
Podle § 36 odst. 5 Trestního zákoníku lze za přitěžující okolnost při spáchání trestného činu považovat i motiv z vědomí jiné sexuální orientace.

## Sociální postavení
Homosexuální muži se zde všeobecně více zviditelňují než homosexuální ženy. Přestože i lesby se sdružují, tak většinu svých shromáždění vykonávají spíše v soukromí.

## Dějiny LGBT v Nikaragui

### Éra Sandinistů
Mnoho LGBT Nikaraguanců hrálo klíčovou roli během Sandinistické revoluce, nicméně LGBT práva nebyla považována Sandinistickou vládou za prioritu, protože většina populace byla římskokatolického vyznání. Přiznání nějakých práv sexuálním menšinám bylo tudíž považováno za politicky riskantní, protože by se mohl očekávat možný střet s Římskokatolickou církví, která v té době měla značný vliv na vládu. V rámci 10. výročí Sandinistické revoluce (1989) začaly fungovat první organizace zaměřené na LGBT lidi a začaly se organizovat první manifestace v Manague.

### Post-Sandinistická éra
Po uvalení embarga ze strany USA tu začalo působit mnoho nevládních LGBT organizací a r. 1991 začal první festival gay pride. Každoroční festival připomínající období Stonewallských nepokojů v New Yorku se koná vždy 28. června jako jejich jubileum.
Počáteční získání podpory vystřídala prohra, když Národním shromážděním prošla změna zákona chránící ženy před znásilněním a sexuálním zneužíváním od sociálních Křesťanů. Nový zákon trestal až tříletým vězením toho, kdo vyvolá, podporuje, propaguje nebo praktikuje soulož mezi osobami stejného pohlaví a jiné nemravné chování. Za nemravné chování se dal považovat i mimomanželský sex. Proti zákonu protestovali aktivisté i jejich spojenci, jak v Nikaragui, tak před velvyslanectvími v zahraničí, přesto jej prezidentka Violeta Chamorro v červenci 1992 podepsala .
V listopadu 1992 koalice známá jako Kampaň za sex bez předsudků složená z advokátů, gay a lesbických akvitistů sepsala žalobu k Nejvyššímu justičnímu soudu pro neústavnost tohoto ustanovení. Nejvyšší soud žalobě v březnu 1994 nevyhověl. Až teprve 1. března 2008 vznikl Nový Trestní zákoník a toto diskriminační ustanovení do něj nezahrnul, čímž dekriminalizoval mimomanželský a stejnopohlavní sexuální styk.

## Veřejné mínění
Podle statistického šetření Pew Research Center konaného mezi 9. listopadem a 13. prosincem 2013 16 % Nikaraguanců podporuje stejnopohlavní manželství, zatímco 77 % je proti.

## Životní podmínky
| Legální stejnopohlavní styk                                                               | (2008) |
| Stejný věk legální způsobilosti k pohlavnímu styku pro obě orientace                      | (2008) |
| Anti-diskriminační zákony v zaměstnání                                                    | No     |
| Anti-diskriminační zákony ve službách a v obchodu                                         | No     |
| Anti-diskriminační zákony v ostatních oblastech (nepřímá diskriminace, homofobní projevy) | (2008) |
| Stejnopohlavní manželství                                                                 | No     |
| Stejnopohlavní soužití                                                                    | No     |
| Adopce dítěte stejnopohlavního partnera                                                   | No     |
| Společná adopce                                                                           | No     |
| Gayové a lesby smějí otevřeně sloužit v armádě                                            |        |
| Možnost změny pohlaví                                                                     |        |
| Možnost umělého oplodnění pro lesbické ženy                                               |        |
| Možnost náhradního mateřství                                                              |        |